# Marcé
Pour les articles homonymes, voir Marcé (homonymie).
Marcé est une commune française située dans le département de Maine-et-Loire, en région Pays de la Loire, à proximité de la ville de Seiches-sur-le-Loir.

## Géographie

### Localisation
Commune angevine du Baugeois, Marcé se situe à l'est de Seiches-sur-le-Loir, sur la route D 109, Cheviré le Rouge - Seiches sur le Loir.
|                           | La Chapelle-Saint-Laud | La Chapelle-Saint-Laud Jarzé-Villages |
| Seiches-sur-le-loir       | Marcé                  | Jarzé-Villages                        |
| Seiches-sur-le-loir Corzé |                        | Jarzé-Villages                        |

### Topographie, relief et géologie
Son territoire se trouve sur l'unité paysagère du Plateau du Baugeois.

### Climat
Le climat qui caractérise la commune est qualifié, en 2010, de « climat océanique altéré », selon la typologie des climats de la France qui compte alors huit grands types de climats en métropole. En 2020, la commune ressort du même type de climat dans la classification établie par Météo-France, qui ne compte désormais, en première approche, que cinq grands types de climats en métropole. Il s’agit d’une zone de transition entre le climat océanique, le climat de montagne et le climat semi-continental. Les écarts de température entre hiver et été augmentent avec l'éloignement de la mer. La pluviométrie est plus faible qu'en bord de mer, sauf aux abords des reliefs.
Les paramètres climatiques qui ont permis d’établir la typologie de 2010 comportent six variables pour les températures et huit pour les précipitations, dont les valeurs correspondent à la normale 1971-2000. Les sept principales variables caractérisant la commune sont présentées dans l'encadré ci-après.
| Paramètres climatiques communaux sur la période 1971-2000 - Moyenne annuelle de température : 11,8 °C - Nombre de jours avec une température inférieure à −5 °C : 2 j - Nombre de jours avec une température supérieure à 30 °C : 4,6 j - Amplitude thermique annuelle : 14,3 °C - Cumuls annuels de précipitation : 653 mm - Nombre de jours de précipitation en janvier : 11,6 j - Nombre de jours de précipitation en juillet : 6,1 j |

Avec le changement climatique, ces variables ont évolué. Une étude réalisée en 2014 par la Direction générale de l'Énergie et du Climat complétée par des études régionales prévoit en effet que la  température moyenne devrait croître et la pluviométrie moyenne baisser, avec toutefois de fortes variations régionales. La station météorologique de Météo-France installée sur la commune et mise en service en 1999 permet de connaître en continu l'évolution des indicateurs météorologiques. Le tableau détaillé pour la période 1981-2010 est présenté ci-après.
| Mois                                  | jan.           | fév.           | mars           | avril         | mai           | juin          | jui.          | août          | sep.          | oct.          | nov.          | déc.          | année      |
| ------------------------------------- | -------------- | -------------- | -------------- | ------------- | ------------- | ------------- | ------------- | ------------- | ------------- | ------------- | ------------- | ------------- | ---------- |
| Température minimale moyenne (°C)     | 1,9            | 2,1            | 3,7            | 5,7           | 9,3           | 12,4          | 13,7          | 13,5          | 10,7          | 8,7           | 4,7           | 1,7           | 7,4        |
| Température moyenne (°C)              | 5              | 6              | 8,3            | 11,1          | 14,6          | 18,3          | 19,6          | 19,4          | 16,5          | 13            | 8,2           | 4,9           | 12,1       |
| Température maximale moyenne (°C)     | 8              | 9,8            | 12,9           | 16,4          | 19,9          | 24,2          | 25,5          | 25,2          | 22,3          | 17,3          | 11,7          | 8,1           | 16,8       |
| Record de froid (°C) date du record   | −10,3 07.01.09 | −13,8 12.02.12 | −11,3 01.03.05 | −4,8 06.04.21 | −1,5 06.05.19 | 2,3 01.06.06  | 5,5 10.07.04  | 4,6 21.08.14  | 1,3 29.09.07  | −3,2 26.10.10 | −6,8 30.11.10 | −9,5 17.12.09 | −13,8 2012 |
| Record de chaleur (°C) date du record | 16,2 24.01.16  | 21,8 27.02.19  | 25 30.03.21    | 29 30.04.05   | 32 27.05.05   | 39,4 29.06.19 | 41,1 23.07.19 | 39,5 10.08.03 | 35,4 14.09.20 | 30,3 02.10.11 | 22 07.11.15   | 18,5 07.12.00 | 41,1 2019  |
| Précipitations (mm)                   | 64,5           | 48,4           | 58,4           | 53,7          | 53,2          | 36,4          | 65,4          | 47,3          | 49,2          | 79,7          | 72,4          | 74,6          | 703,2      |

## Urbanisme

### Typologie
Au 1er janvier 2024, Marcé est catégorisée bourg rural, selon la nouvelle grille communale de densité à sept niveaux définie par l'Insee en 2022.
Elle est située hors unité urbaine. Par ailleurs la commune fait partie de l'aire d'attraction d'Angers, dont elle est une commune de la couronne,. Cette aire, qui regroupe 81 communes, est catégorisée dans les aires de 200 000 à moins de 700 000 habitants,.

### Occupation des sols
L'occupation des sols de la commune, telle qu'elle ressort de la base de données européenne d’occupation biophysique des sols Corine Land Cover (CLC), est marquée par l'importance des territoires agricoles (76 % en 2018), en diminution par rapport à 1990 (82,7 %). La répartition détaillée en 2018 est la suivante : 
terres arables (32,8 %), prairies (22,4 %), zones agricoles hétérogènes (20,9 %), forêts (12,6 %), zones industrielles ou commerciales et réseaux de communication (8,6 %), zones urbanisées (1,7 %), milieux à végétation arbustive et/ou herbacée (1,1 %). L'évolution de l’occupation des sols de la commune et de ses infrastructures peut être observée sur les différentes représentations cartographiques du territoire : la carte de Cassini (XVIIIe siècle), la carte d'état-major (1820-1866) et les cartes ou photos aériennes de l'IGN pour la période actuelle (1950 à aujourd'hui).

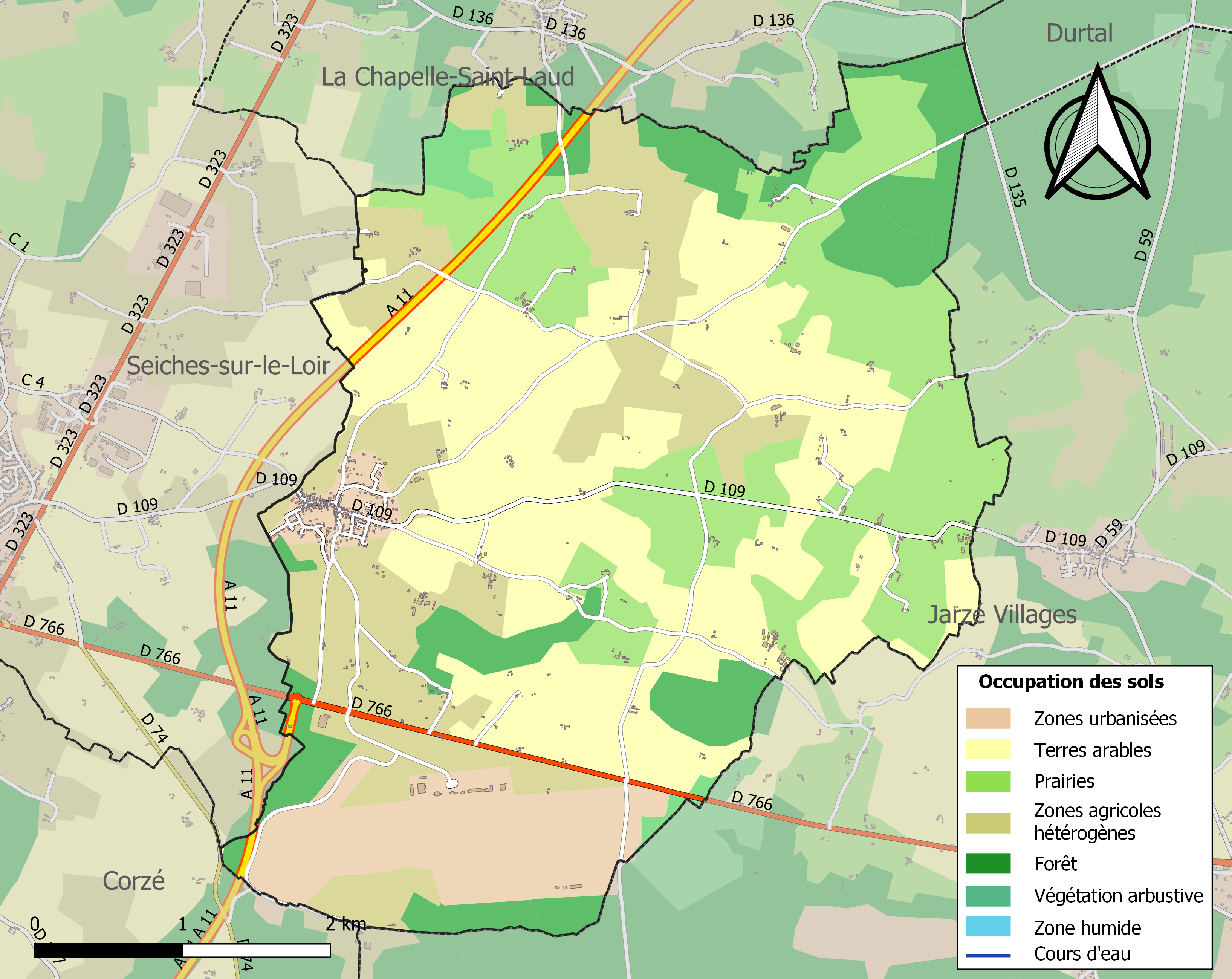
Carte des infrastructures et de l'occupation des sols de la commune en 2018 (CLC).

## Toponymie
Parochia de Marce en 1142, Marceium en 1269,.

## Histoire

### Préhistoire et Antiquité
On signale comme cromlech celtique l’entassement d’une douzaine de grosses pierres près de la métairie de Rocherieux ; mais nul dolmen n’existe sur le territoire, malgré toute indication contraire. Existence inexpliquée d’antiques retranchements aux Blés et aux Fossés (remparts de terre, dénommés Fossés des Romains).

### Origine de Marcé
Le fief paraît avoir fait partie au XVIIIe siècle et depuis de longues années du comté de Durtal. On voit résider sur la paroisse, dès les premières années du XVIIe siècle de nombreuses familles de potiers, celles des Taveau, des Roger, des Nouchet, des Chevaliers et des Godin.

### Église
L’église dédiée à saint Martin de Tours : la nef est lambrissée, le cœur seulement voûté en pierre (XIVe), avec deux chapelles de la Vierge et de saint Gilles (XVIe). Cette dernière est parée de ses croix de consécration. On y consacre les statues de saint Sébastien et de la Vierge, provenant de l’abbaye de Chaloché (situé derrière l’aéroport sur la commune de Chaumont), ainsi que les reliques de saint André, qui en furent apportées avec leur châsse d’argent, par arrêté du département du 2 février 1791, malgré les réclamations des paroissiens de Chaumont d’Anjou. Il s’agissait surtout de s’approprier la foire importante qui s’y tenait à l’abbaye le jour de la fête.

Aucun titre trouvé sur l’origine de la construction de l’église, qui datent sans doute du XIIe siècle.
Le presbytère occupe l’ancienne cure, reconstruite en 1778-1779, vendue nationalement le 14 messidor an IV (2 juillet 1796) et rachetée par la commune en 1819.
Le cimetière, au centre et dans la principale rue du bourg (actuelle place Barbel), à l’angle du chemin de la Chapelle-Saint-Laud, jusqu’en 1812, a été transféré sur un terrain acquis le 3 janvier 1813.

### Mairie et écoles
Mairie avec école de garçons, dans la maison de la Suardière, acquise le 27 juillet 1844. École de filles dans une maison acquise le 9 mars 1862.

## Politique et administration

### Administration municipale
| Période                                  | Période                    | Identité                       | Étiquette | Qualité |
| ---------------------------------------- | -------------------------- | ------------------------------ | --------- | ------- |
| 1801                                     |                            | Louis Lablée                   |           |         |
| 1811                                     |                            | Maurice Grout                  |           |         |
| 1815                                     |                            | François Grout                 |           |         |
| 1821                                     |                            | Louis-René Poterit             |           |         |
| 1826                                     |                            | Dallière                       |           |         |
| 1830                                     |                            | Moysant                        |           |         |
| 1840                                     |                            | J.-P. Mauboussin               |           |         |
| 1852                                     |                            | Charles Gaignard de la Ranloue |           |         |
| 1881                                     |                            | François Bretault              |           |         |
| 1908                                     |                            | Louis Thuau                    |           |         |
| 1935                                     |                            | René Châtelain                 |           |         |
| 1945                                     |                            | Jean-Baptiste Chatelain        |           |         |
| 1947                                     |                            | Henri Réthoré                  |           |         |
| juin 1995                                | juin 2023                  | Patrice Daviau,                | PCF       |         |
| juin 2023                                | En cours (au 27 juin 2023) | Marc Soreau                    |           |         |
| Les données manquantes sont à compléter. |                            |                                |           |         |

### Intercommunalité
La commune est membre de la communauté de communes Anjou Loir et Sarthe, elle-même membre du syndicat mixte Pôle métropolitain Loire Angers.

## Population et société

### Démographie

#### Démographie avant la Révolution
- 217 feux, 980 habitants en 1720 (un feu = une famille) ;
- 260 feux en 1788 ;
- 1118 habitants en 1790 ;
- 1094 habitants en 1831 ;
- 1091 habitants en 1841 ;
- 1067 habitants en 1851 ;
- 1047 habitants en 1861 ;
- 1019 habitants en 1866 ;
- 937 habitants en 1872[15].

#### Évolution démographique
L'évolution du nombre d'habitants est connue à travers les recensements de la population effectués dans la commune depuis 1793. Pour les communes de moins de 10 000 habitants, une enquête de recensement portant sur toute la population est réalisée tous les cinq ans, les populations de référence des années intermédiaires étant quant à elles estimées par interpolation ou extrapolation. Pour la commune, le premier recensement exhaustif entrant dans le cadre du nouveau dispositif a été réalisé en 2008.

En 2022, la commune comptait 846 habitants, en évolution de +0,48 % par rapport à 2016 (Maine-et-Loire : +2,12 %, France hors Mayotte : +2,11 %).
| 1793  | 1800  | 1806  | 1821  | 1831  | 1836  | 1841  | 1846  | 1851  |
| ----- | ----- | ----- | ----- | ----- | ----- | ----- | ----- | ----- |
| 1 006 | 1 059 | 1 090 | 1 031 | 1 094 | 1 079 | 1 091 | 1 100 | 1 067 |

| 1856  | 1861  | 1866  | 1872 | 1876 | 1881 | 1886 | 1891 | 1896 |
| ----- | ----- | ----- | ---- | ---- | ---- | ---- | ---- | ---- |
| 1 026 | 1 047 | 1 019 | 937  | 879  | 876  | 891  | 896  | 808  |

| 1901 | 1906 | 1911 | 1921 | 1926 | 1931 | 1936 | 1946 | 1954 |
| ---- | ---- | ---- | ---- | ---- | ---- | ---- | ---- | ---- |
| 805  | 814  | 785  | 702  | 676  | 701  | 685  | 679  | 720  |

| 1962 | 1968 | 1975 | 1982 | 1990 | 1999 | 2006 | 2008 | 2013 |
| ---- | ---- | ---- | ---- | ---- | ---- | ---- | ---- | ---- |
| 582  | 547  | 526  | 593  | 619  | 637  | 805  | 853  | 844  |

| 2018 | 2022 | - | - | - | - | - | - | - |
| ---- | ---- | - | - | - | - | - | - | - |
| 840  | 846  | - | - | - | - | - | - | - |

#### Pyramide des âges
La population de la commune est relativement jeune.
En 2018, le taux de personnes d'un âge inférieur à 30 ans s'élève à 38,4 %, soit au-dessus de la moyenne départementale (37,2 %). À l'inverse, le taux de personnes d'âge supérieur à 60 ans est de 19,8 % la même année, alors qu'il est de 25,6 % au niveau départemental.
En 2018, la commune comptait 417 hommes pour 423 femmes, soit un taux de 50,36 % de femmes, légèrement inférieur au taux départemental (51,37 %).
Les pyramides des âges de la commune et du département s'établissent comme suit.
| Hommes | Classe d’âge | Femmes |
| ------ | ------------ | ------ |
| 0,7    | 90 ou +      | 0,9    |
| 4,3    | 75-89 ans    | 4,0    |
| 14,9   | 60-74 ans    | 14,7   |
| 23,5   | 45-59 ans    | 22,7   |
| 18,7   | 30-44 ans    | 18,7   |
| 16,8   | 15-29 ans    | 17,3   |
| 21,1   | 0-14 ans     | 21,7   |

| Hommes | Classe d’âge | Femmes |
| ------ | ------------ | ------ |
| 0,9    | 90 ou +      | 2,1    |
| 7      | 75-89 ans    | 9,5    |
| 16,2   | 60-74 ans    | 16,9   |
| 19,4   | 45-59 ans    | 18,7   |
| 18,2   | 30-44 ans    | 17,5   |
| 18,8   | 15-29 ans    | 17,6   |
| 19,5   | 0-14 ans     | 17,6   |

## Économie
Sur 72 établissements présents sur la commune à fin 2010, 31 % relèvent du secteur de l'agriculture (pour une moyenne de 17 % sur le département), 6 % du secteur de l'industrie, 10 % du secteur de la construction, 46 % de celui du commerce et des services et 8 % du secteur de l'administration et de la santé. Cinq ans plus tard, en 2015, sur les 59 établissements présents, 22 % relèvent du secteur de l'agriculture (pour une moyenne de 11 % sur le département), 14 % du secteur de l'industrie, 8 % de celui de la construction, 47 % du secteur du commerce et des services et 8 % de celui de l'administration et de la santé.

## Culture locale et patrimoine

### Lieux et monuments

#### Monuments historiques
- Église Saint-Martin-de-Tours, XIIe au XVIe siècle (MH)[30] ;
- Ensemble fortifié : rempart de terre datant de l’antiquité (fossés des Romains) (MH) ;
- Manoir de la Brideraie XVIe siècle (MH) ;
- Manoir du Bois-de-l'Humeau XVIIIe siècle (MH).

#### Autres bâtiments
- Chapelle saint Léonard ;
- Château et chapelle de Princé XVIe siècle ;
- Château de la Souchardière XIXe siècle ;
- Lavoirs XIXe siècle ;
- Maison de maître, la Gautraie XVIe siècle ;
- Vestiges du manoir de Singé XVe siècle ;
- Presbytère XVIIIe siècle ;
- Usine de chaux, le Fourneau (SC).

#### Autres lieux et monuments
- Musée régional de l'air d'Angers-Marcé ;
- Angers Loire Aéroport (précédemment Aéroport Angers-Marcé).

#### Galerie

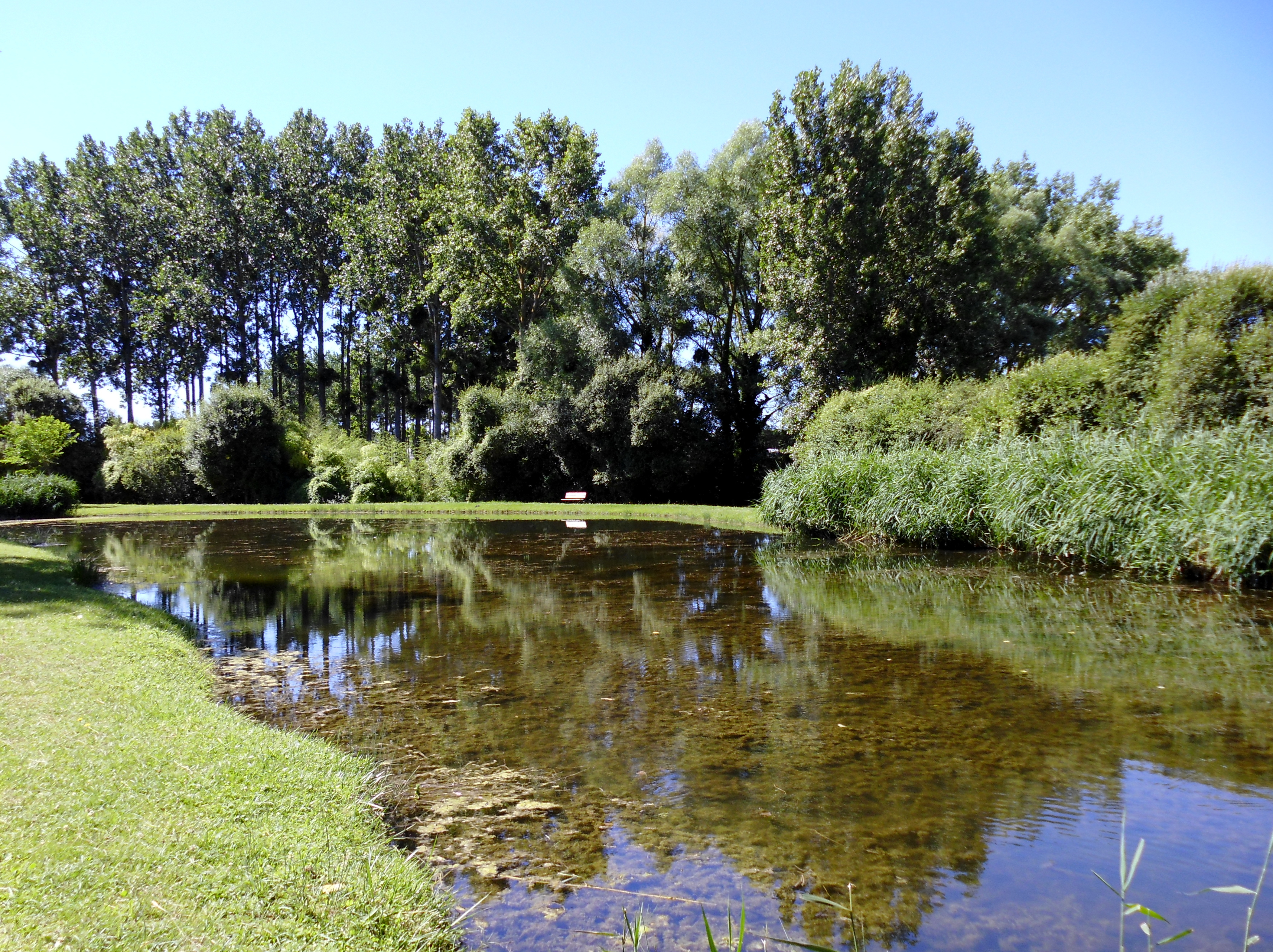
Etang rue de la Fontaine.
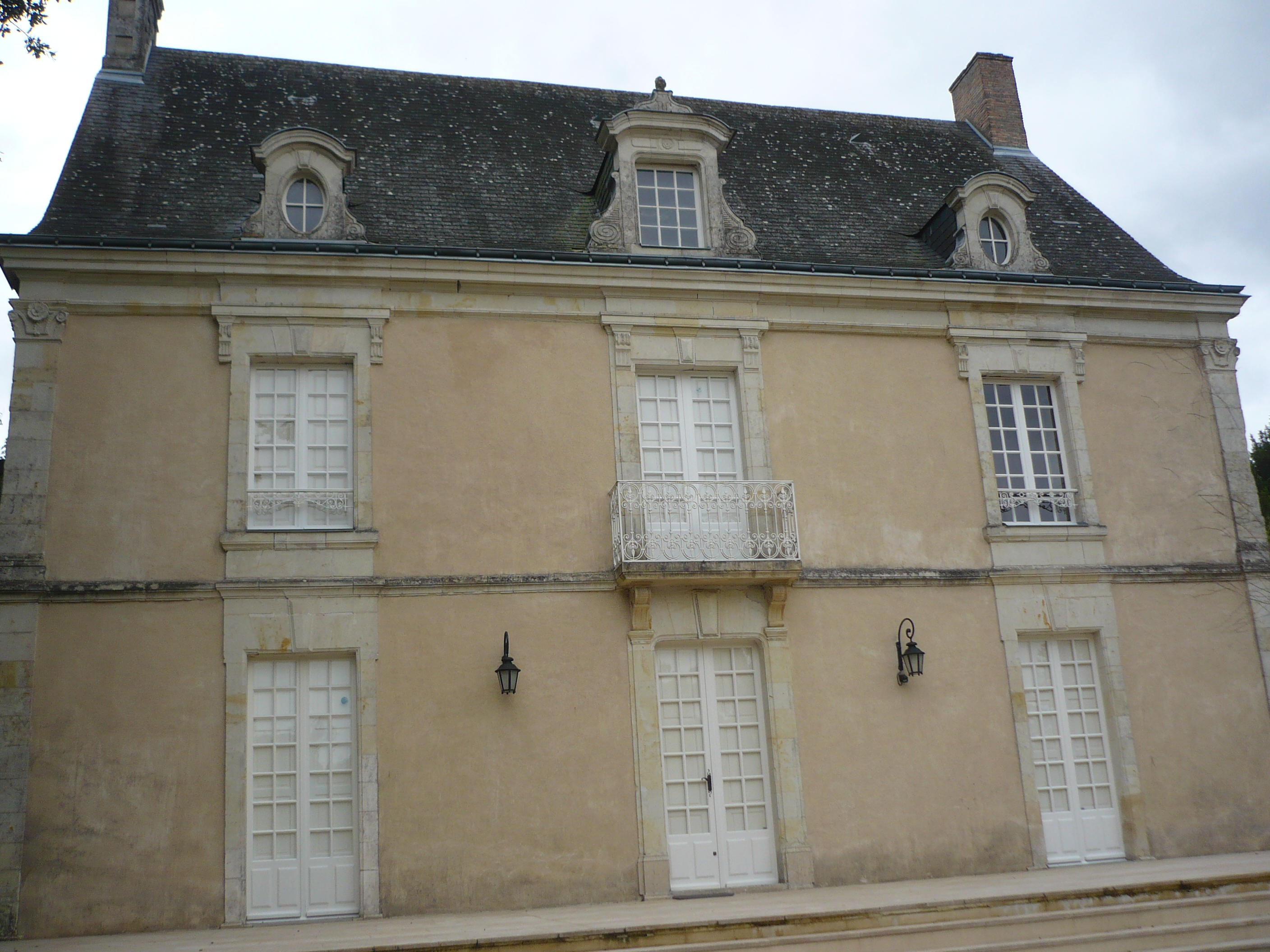
Manoir du Bois de l'Humeau.
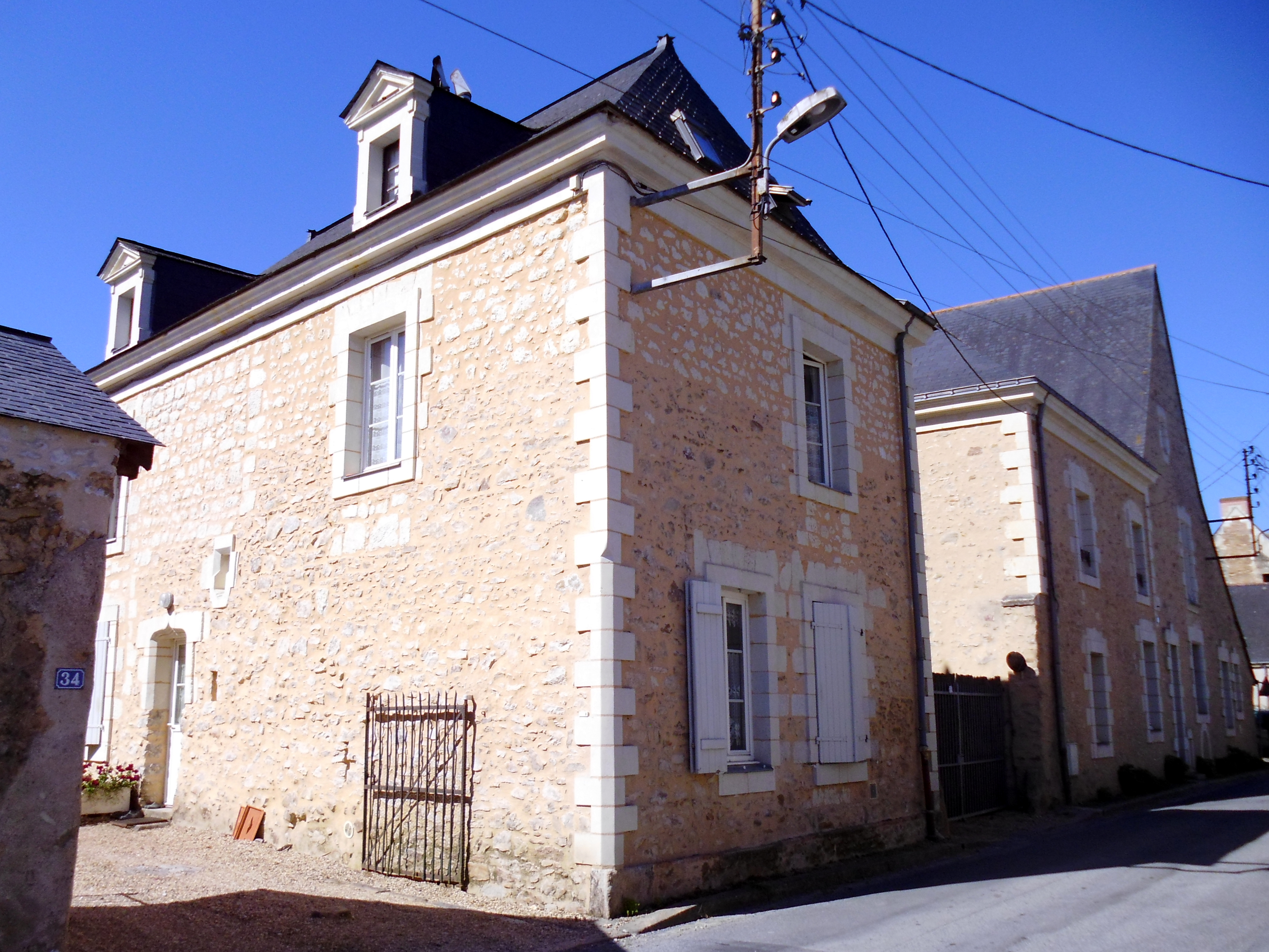
Logis et dépendances sur la rue Principale.
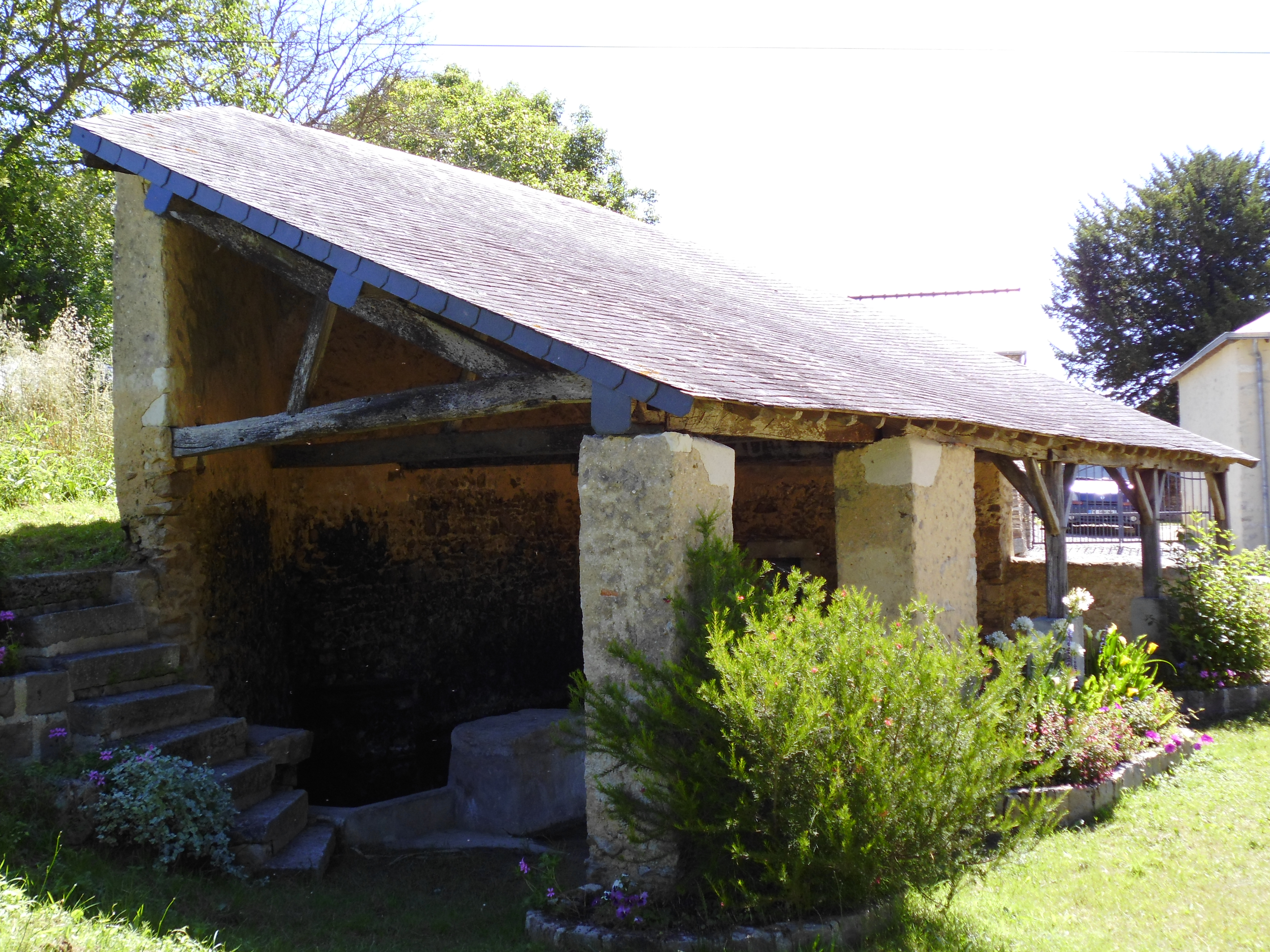
Lavoir de la rue de la Fontaine.
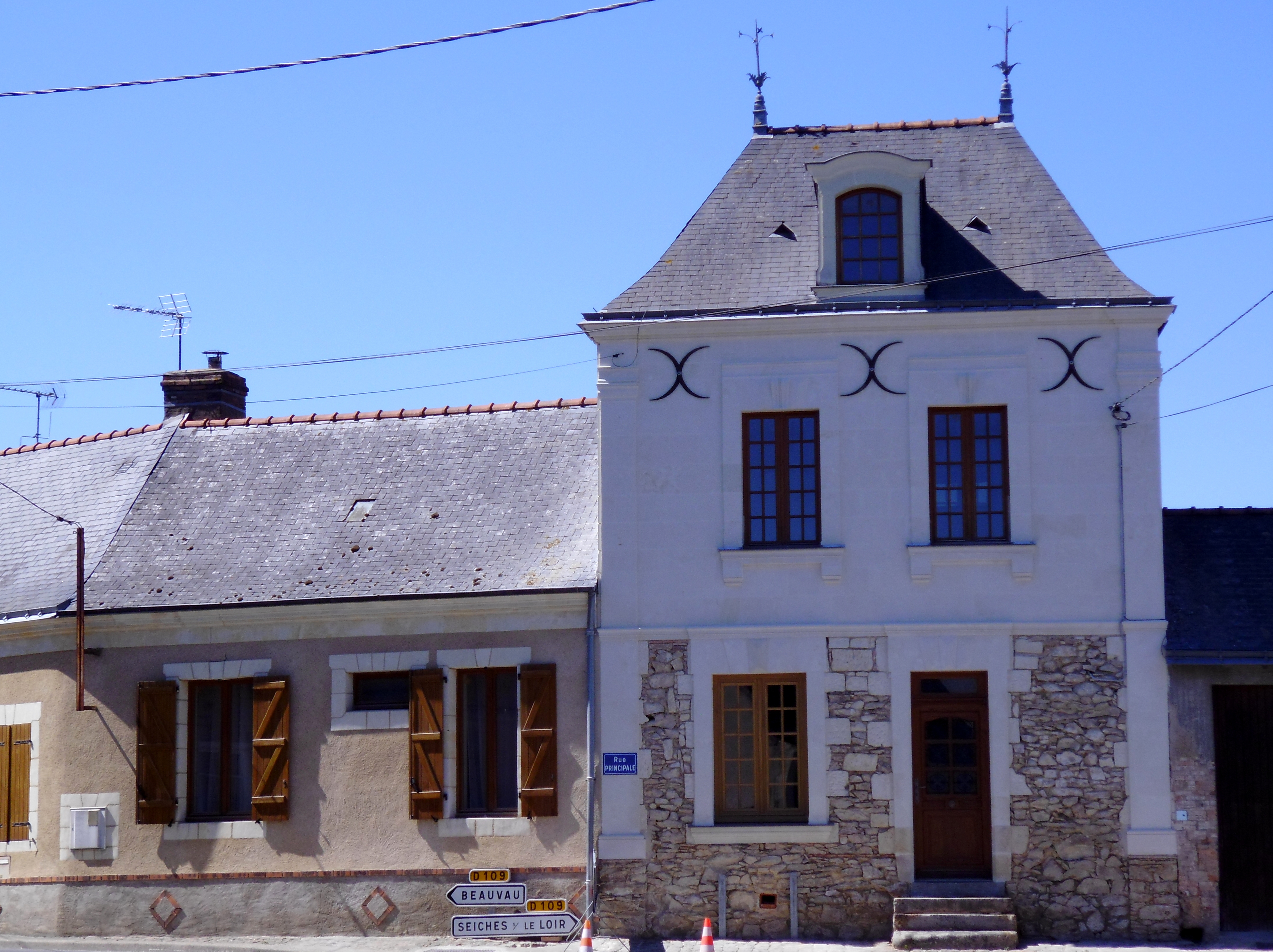
Maison particulière rue Principale.
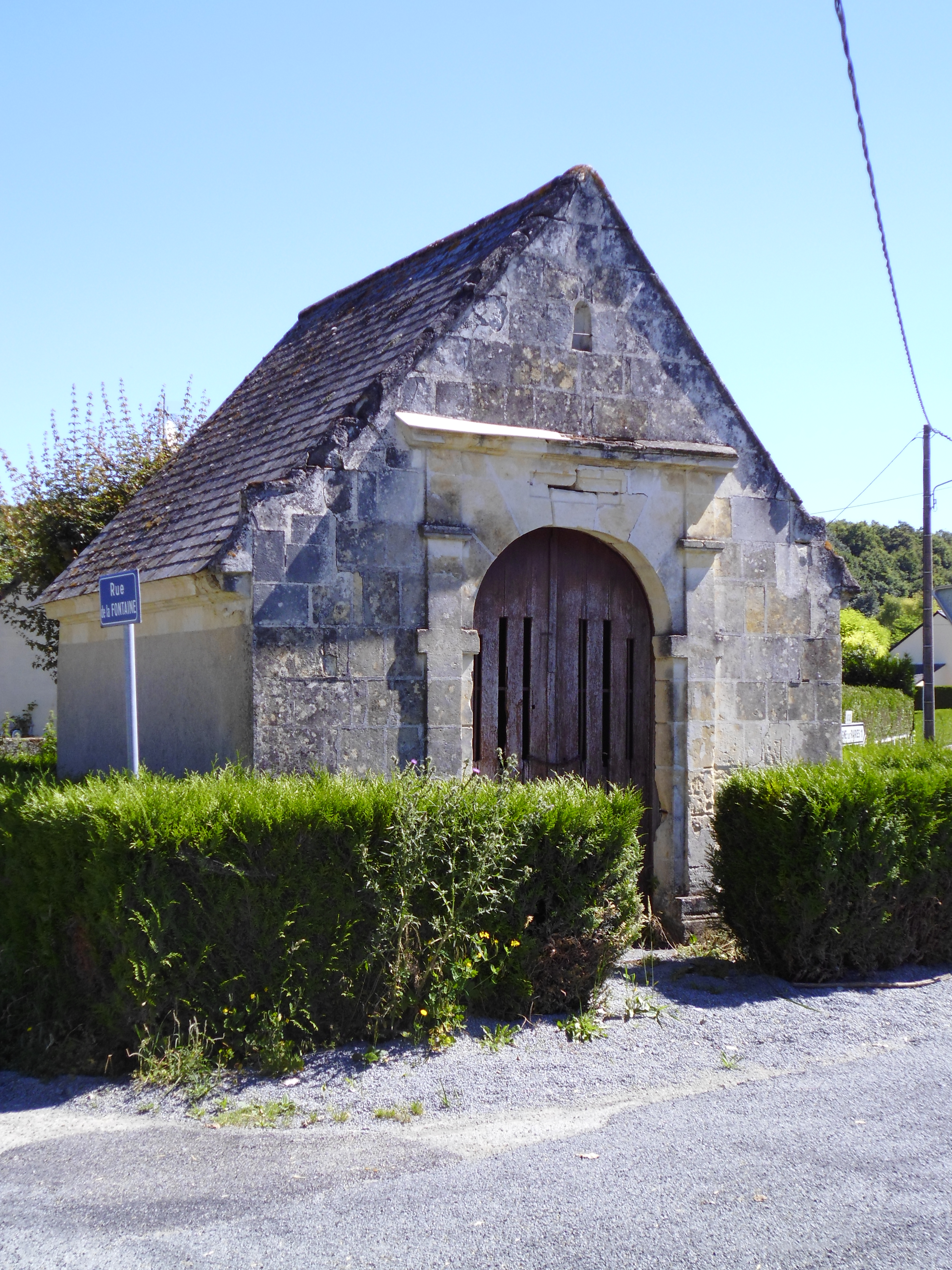
Chapelle Saint-Léonard.
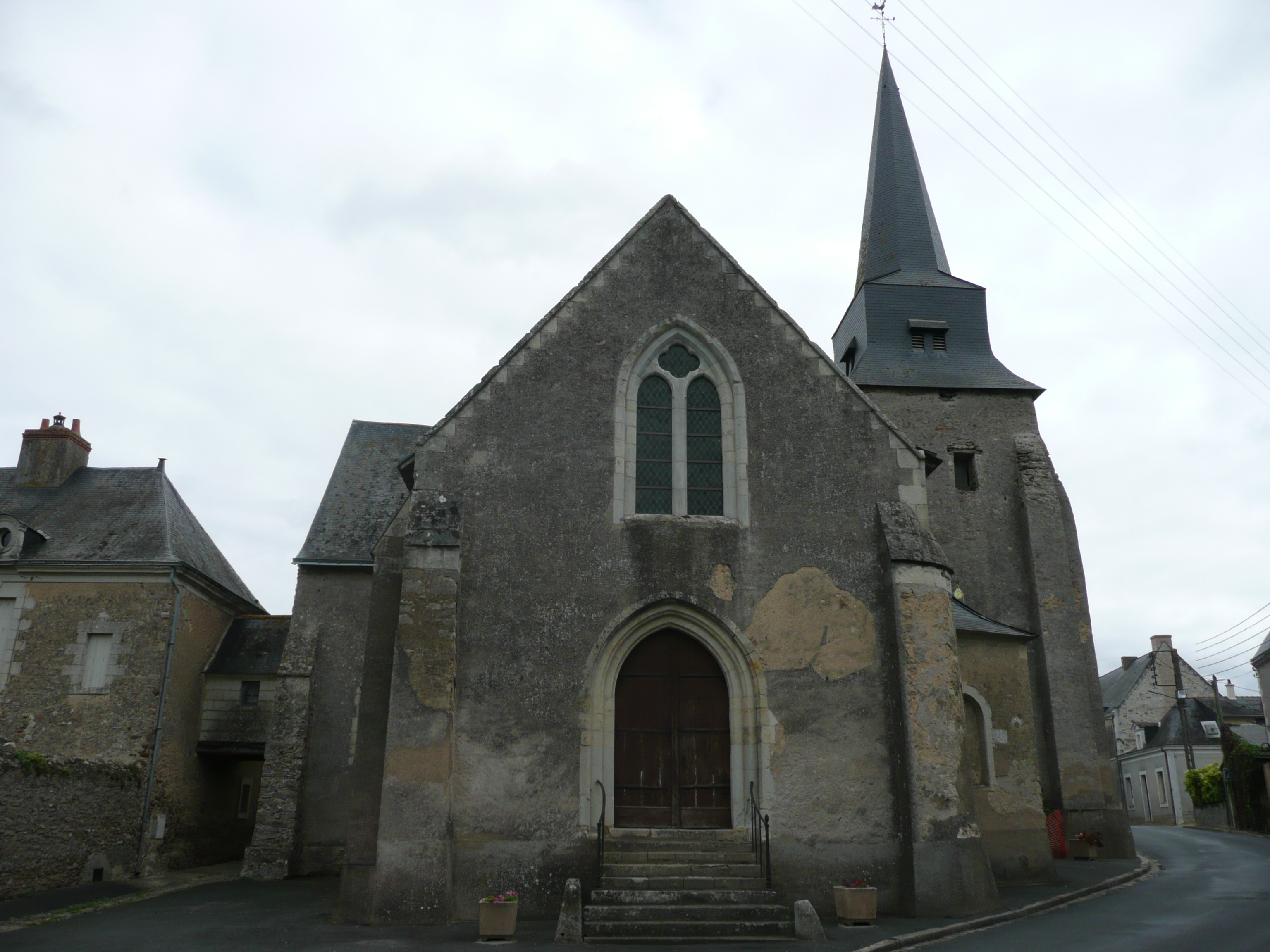
L'église.
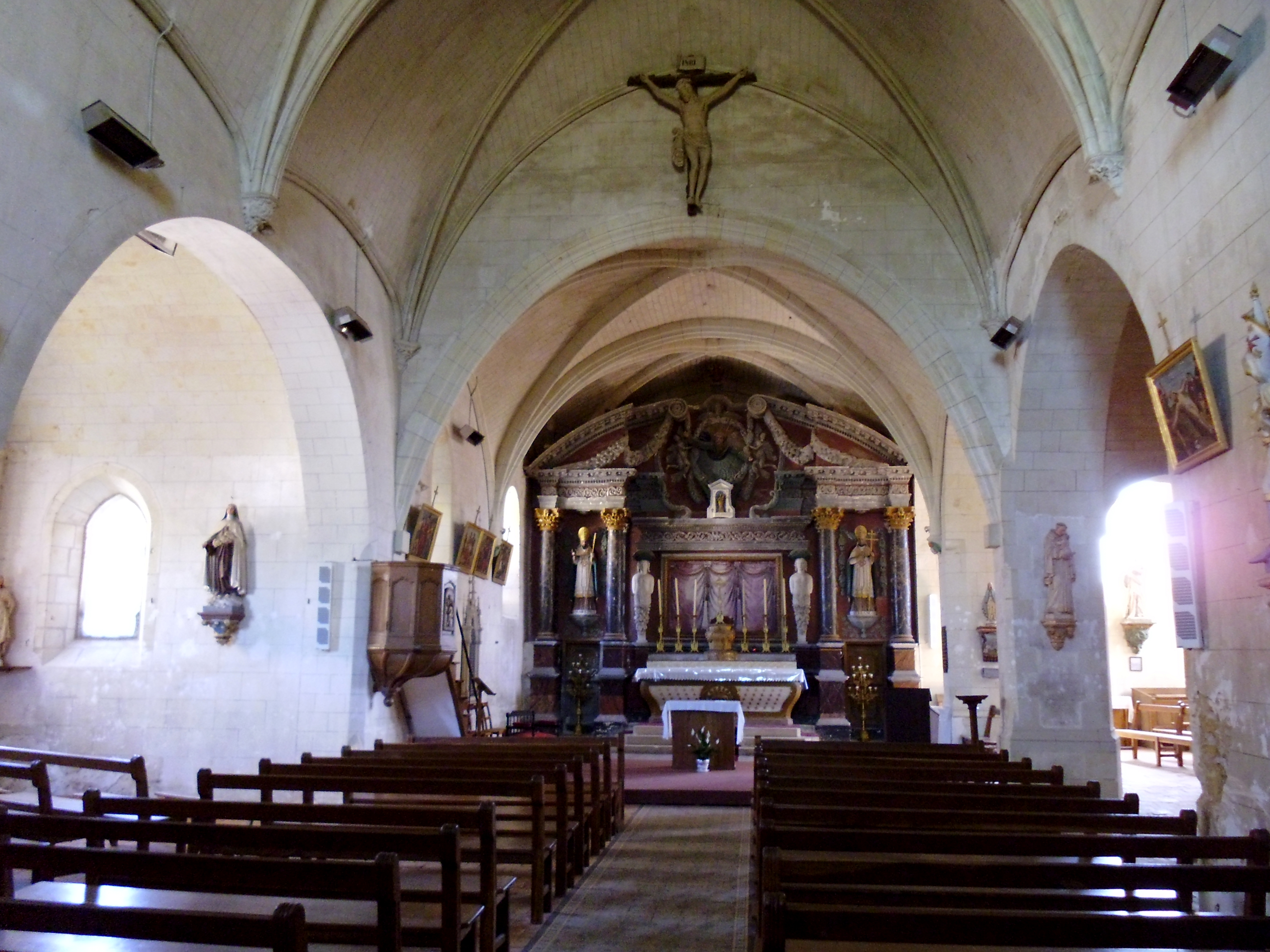
Vue générale intérieure de l'église.
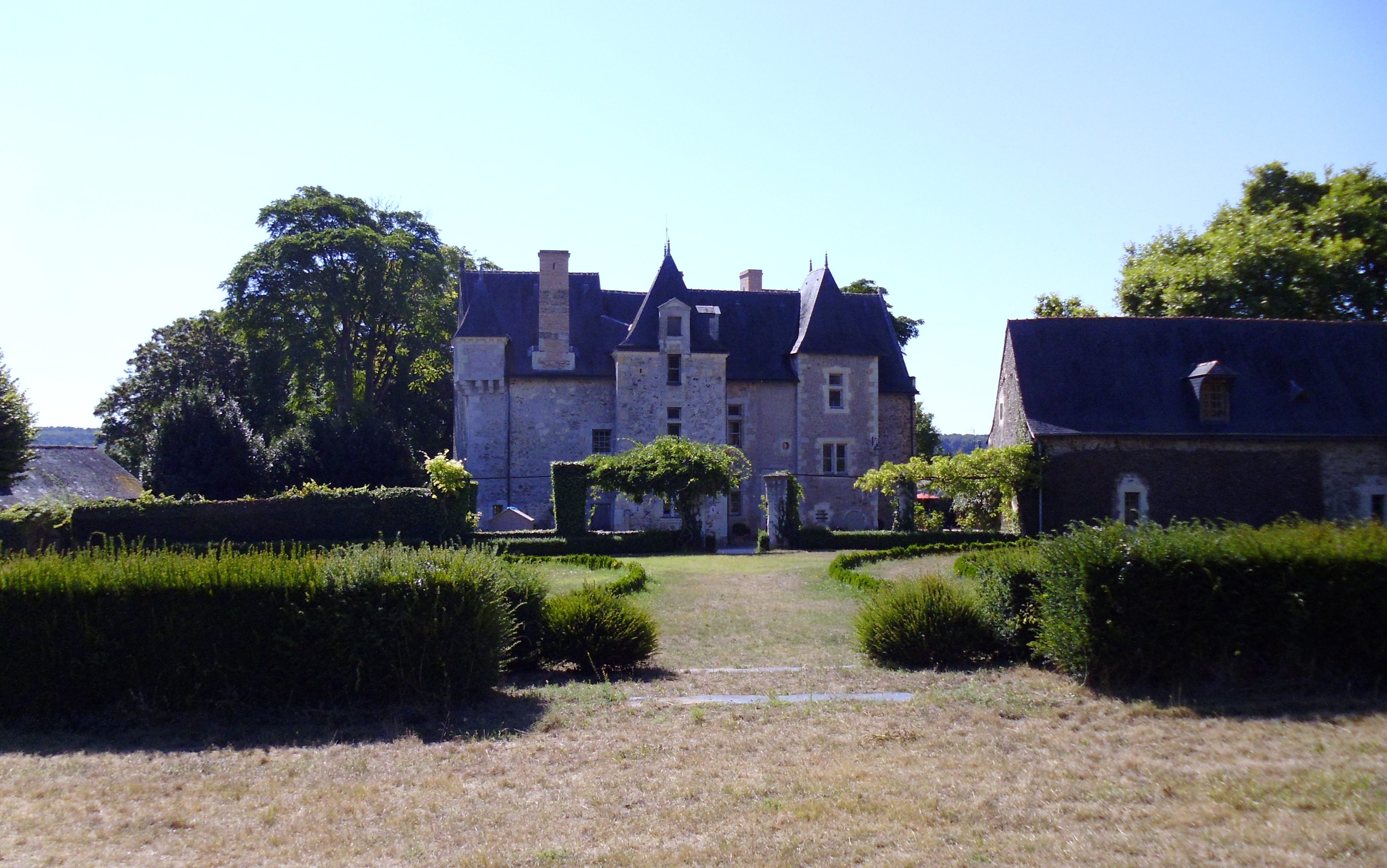
Manoir de la Brideraie à Marcé depuis le jardin.
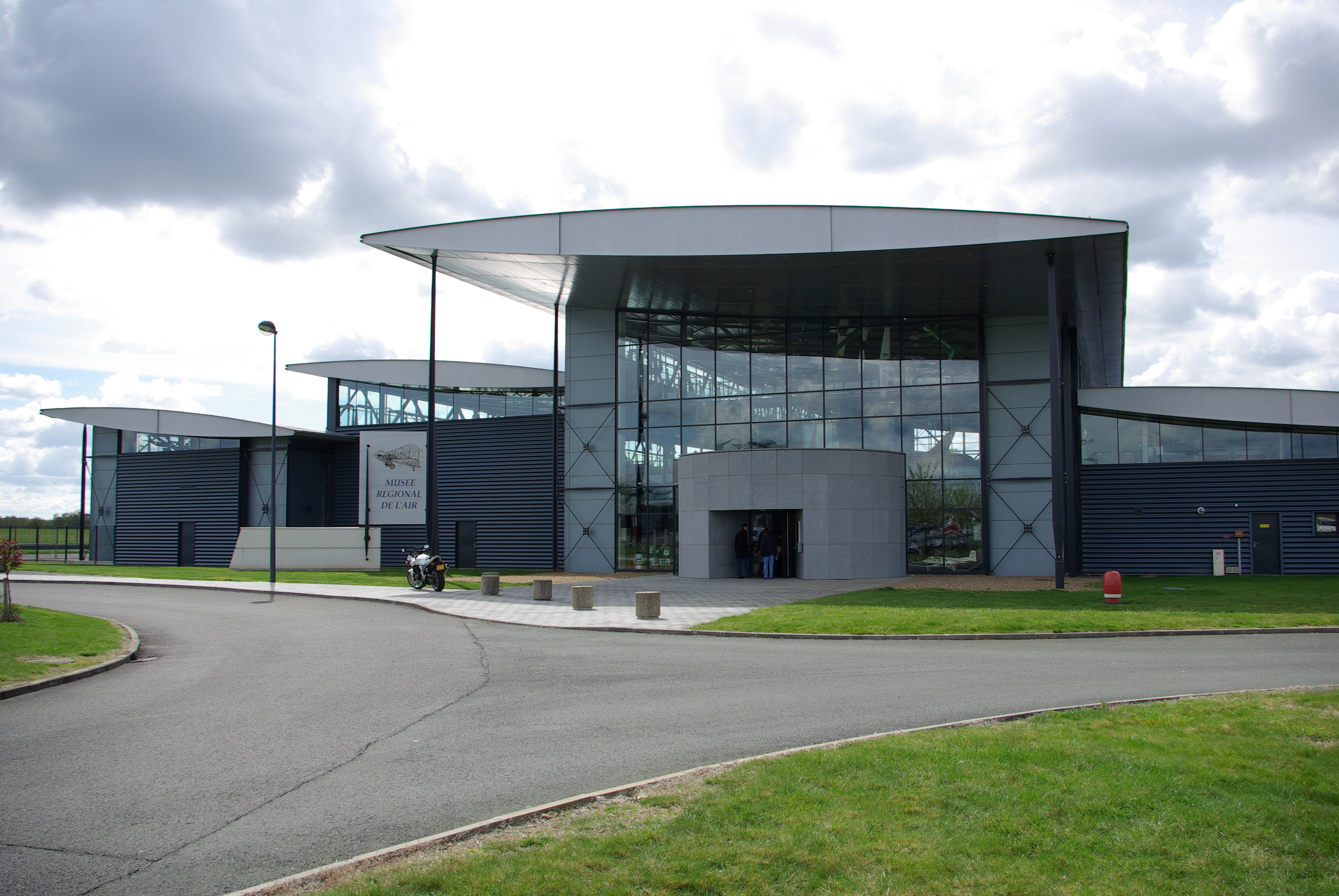
Musée régional de l'air.